# Help, mijn man is Klusser!
Help, mijn man is Klusser! is een Nederlands televisieprogramma van RTL 4. Het wordt gepresenteerd door John Williams.
In het programma Help, mijn man is Klusser! wordt de hulp van John Williams en een klusteam ingeschakeld om een uitgestelde of nooit begonnen verbouwing door de "man" te voltooien. De professionele klussers zijn sinds het seizoen van 2024 Joanneke, Rico en Ruud. Daarvoor waren het de broers Marcel en Ronald Auerbach en diezelfde Ruud.

## Vlaamse versie
In september 2008 kreeg het programma ook een Vlaamse versie op VT4. De presentatie was in handen van Peter Van Asbroeck. Er volgden vier seizoenen. In 2016 kreeg het programma een vijfde seizoen op VIJF, met Geert Hunaerts als presentator.

## Bijzonderheden
Sinds het seizoen van 2024 zijn het niet meer alleen vrouwen die hun man opgeven, ook andere duo's als moeder en zoon of broer en zus komen aan bod.

### Honderdste aflevering
Op 29 november 2018 werd de honderdste aflevering van Help, mijn man is Klusser! uitgezonden. Wat niet werd uitgezonden, maar wel bij RTL Boulevard, was dat de hele crew John Williams op de hak nam en ze bij een huis met een grote, gespierde, agressieve man kwamen, die zei de hele crew in de sloot te gooien. Dat het Wout Zijlstra was had Williams niet door. Williams bleef ondanks de dreiging toch staan waarop Zijlstra een confettibom rakelings langs Williams gooide tegen een boom, waarna het bij Williams doordrong dat het een grap was vanwege de honderdste aflevering.